# 凱迪拉克DTS
DTS 是凱迪拉克2005年推出的大型豪華房車，全車配備相當多新穎科技與豪華配備，如：防爆油箱、智慧型氣囊、MRC磁式懸吊等，延續DeVille系列車型，共計一代，於2011年5月停產，後繼車款為凱迪拉克XTS。另外DTS也是凱迪拉克最多變體的一款車型，常被用作禮車、靈車，甚至為美國總統座車。

## 概述
DTS 是根據通用G平台所打造的大型豪華四門轎車，2005年在芝加哥車展首次亮相，並在底特律的哈姆特拉米克裝配廠生產。相較前代DHS，整體外觀更加方正，多了許多銳利的邊角，並且依據當時的命名原則改名為DTS，形成很明確的級距差異，CTS為小型房車、STS為中型房車、DTS為大型房車。
著名評論家沃倫·布朗（Warren Brown）於《洛杉磯時報》中稱DTS是“一款大型、非常舒適的前輪驅動豪華轎車”。建議零售價為41,195美元起。

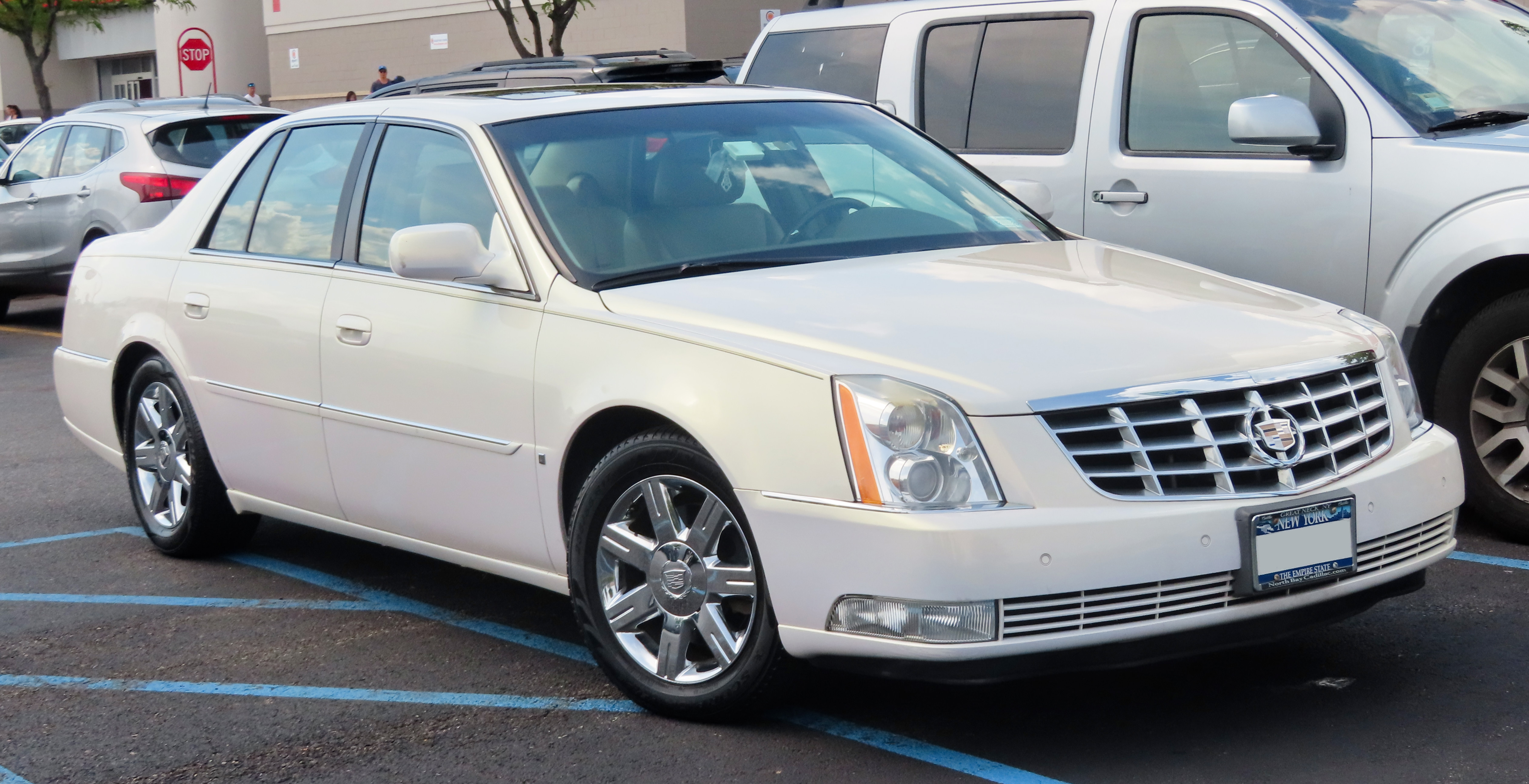
2006 DTS 車頭
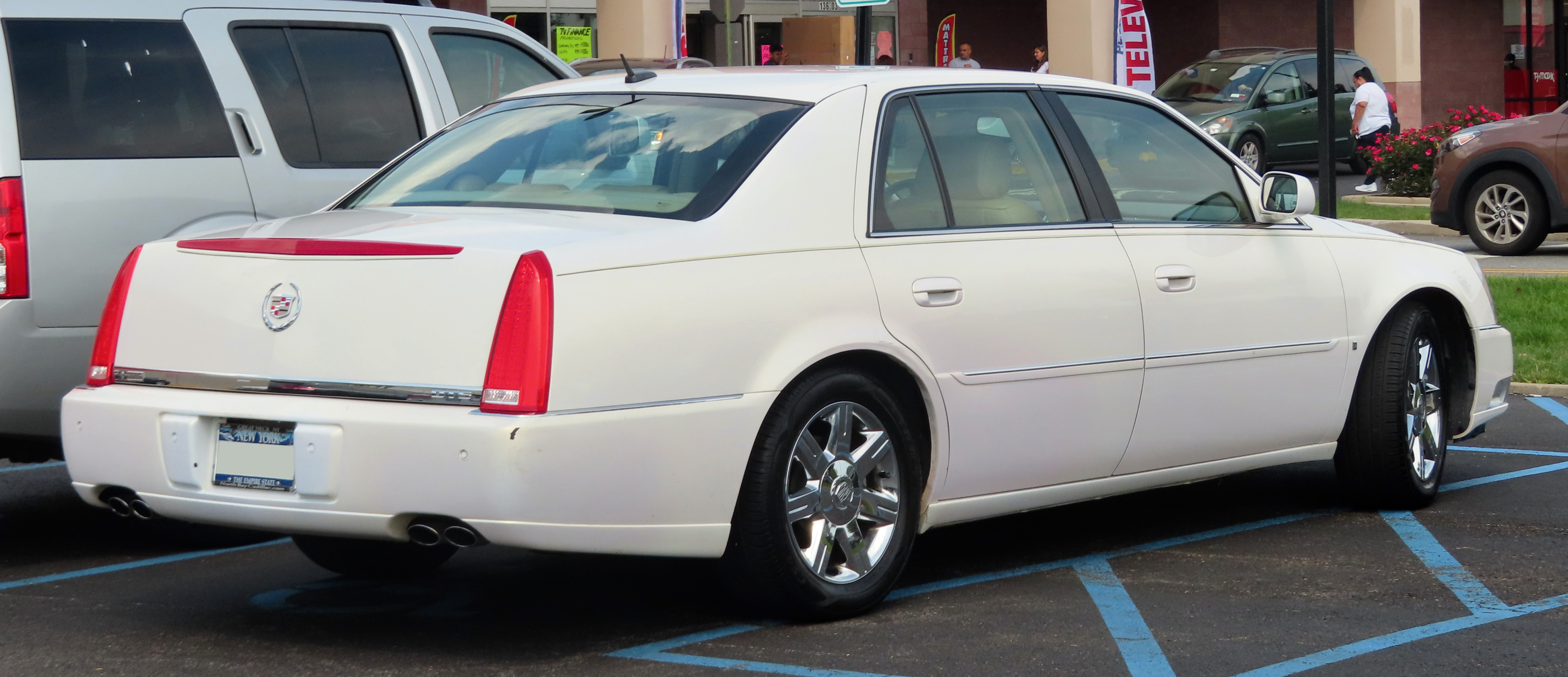
2006 DTS 車尾

## 規格

### 配備
外觀方面包含全車四門房夾車窗、防夾天窗、三區恆溫、HID頭燈（自動水平調整）。內裝則有記憶電動8向調整座椅（按摩功能及電溫控熱）、實木皮革附加熱功能的方向盤、定速巡航、前座照地燈、後擋電動遮陽簾、感應式雨刷、八具Bose喇叭、6.5吋彩色觸控音響螢幕（並支援CD、DVD、MP3等格式播放）、倒車顯影、後座頭枕螢幕等

### 動力
DTS內部搭載橫向鋁合金4.6升32V北極星V8引擎，循序式多點噴射以及每缸獨立點火、壓縮比為10:1、前輪驅動，可產生275匹（205 kW）的馬力。DTS白金版（Platinum） 更提升至292匹（218 kW）。
| 版本               | 年分      | 引擎                | 動力                                | 扭距                          |
| ------------------ | --------- | ------------------- | ----------------------------------- | ----------------------------- |
| 標準豪華I, II, III | 2006      | 4.6 L 北極星 LD8 V8 | 275 bhp（205 kW；279 PS）@5200 rpm  | 292 lb·ft（396 N·m）@4400 rpm |
| 標準豪華I, II, III | 2007–2008 | 4.6 L 北極星 LD8 V8 | 275 bhp（205 kW；279 PS） @6000 rpm | 295 lb·ft（400 N·m）@4400 rpm |
| 進階豪華           | 2009–2011 | 4.6 L 北極星 LD8 V8 | 275 bhp（205 kW；279 PS） @6000 rpm | 295 lb·ft（400 N·m）@4400 rpm |
| 性能               | 2006      | 4.6 L 北極星 L37 V8 | 291 bhp（217 kW；295 PS） @5600 rpm | 286 lb·ft（388 N·m）@4400 rpm |
| 性能               | 2007–2009 | 4.6 L 北極星 L37 V8 | 292 bhp（218 kW；296 PS） @6300 rpm | 288 lb·ft（390 N·m）@4500 rpm |
| 白金               | 2008–2011 | 4.6 L 北極星 L37 V8 | 292 bhp（218 kW；296 PS） @6300 rpm | 288 lb·ft（390 N·m）@4500 rpm |
| [ 5 ] [ 9 ]        |           |                     |                                     |                               |

### 懸吊
DTS前軸為獨立麥花臣、L行鋁合金下控制臂、油壓乘載襯墊、29mm防傾桿；後軸為多連桿、空心半拖曳臂搭配單筒式避震器、18mm防傾桿，
並且標配MRC 液態磁控主動式懸吊，每秒反應高達1000次，可隨時偵測路面並配合車內乘載重量並調整懸吊軟硬度。

### 安全
配有StabiliTrak 電子式車身穩定控制系統、全速域循跡防滑、ABS防煞車鎖死、HBA緊急剎車輔助、六具智慧型氣囊（依據重量感測並依據撞擊力道決定安全氣囊展開幅度與深度）、防爆油箱，另外，車輛在受到撞擊後自動斷油且中央控制門鎖解除機構。

## 變體

### 加長版DTS-L
2006年11月，加長版DTS-L推出，由Accubuilt開發，號稱擁有更大的後座膝部空間。但起初加長版仍然使用原車門板件，導致輪拱與門縫之間變得很奇怪，於是在C柱使用雙色雙材質的設計，以協調整體比例。2008年，後門版件雖然重新設計，車門也變得更加大扇，但銷量仍提不起勁，DTS-L 便很快地從市場上消失。

### 靈車 DTS Hearse
DTS 其豪華大氣的外觀與車身在特殊車種市場非常吃香，多作為加長型禮車或靈車使用，可向通用汽車認可的經銷商購買。

### 總統座車
總統版DTS 首次在美國總統布希的第二次就職典禮上相亮，為凱迪拉克特殊打造的高級裝甲車，包含四輪驅動、防爆輪胎、防爆底盤、防彈門窗、獨立空調系統、武器庫等功能配備，以保護總統受恐怖攻擊，另外DTS特製版本也被多個國家的總理、總統或行政人士使用。

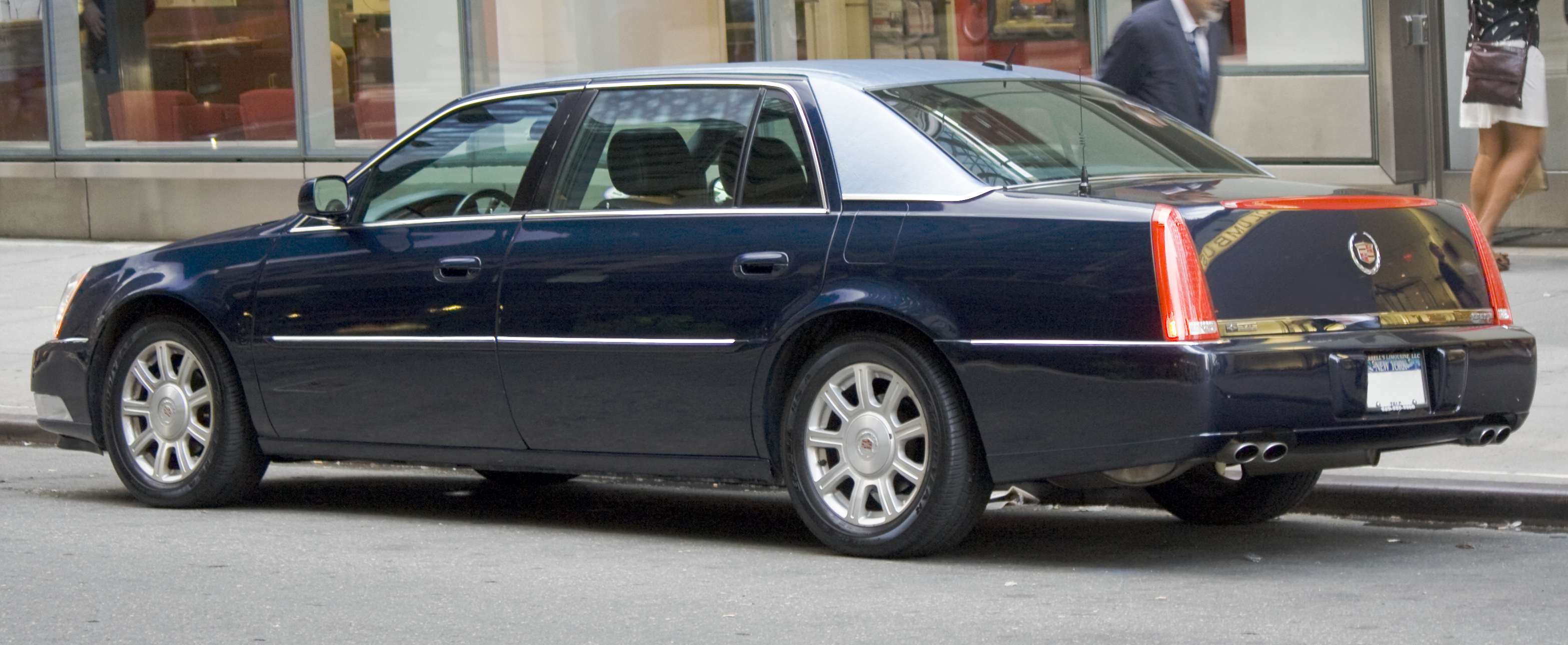
DTS-L
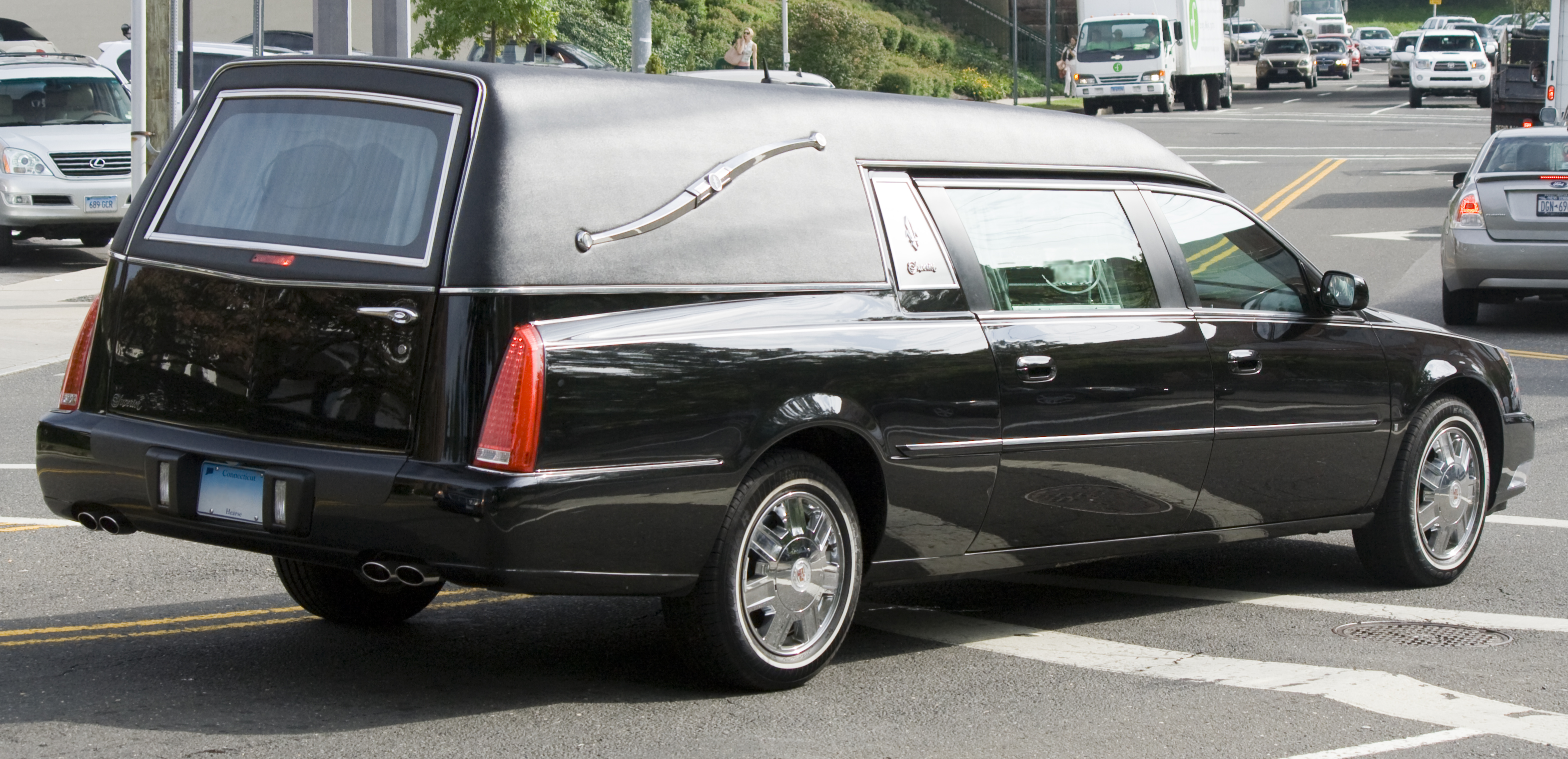
DTS 靈車
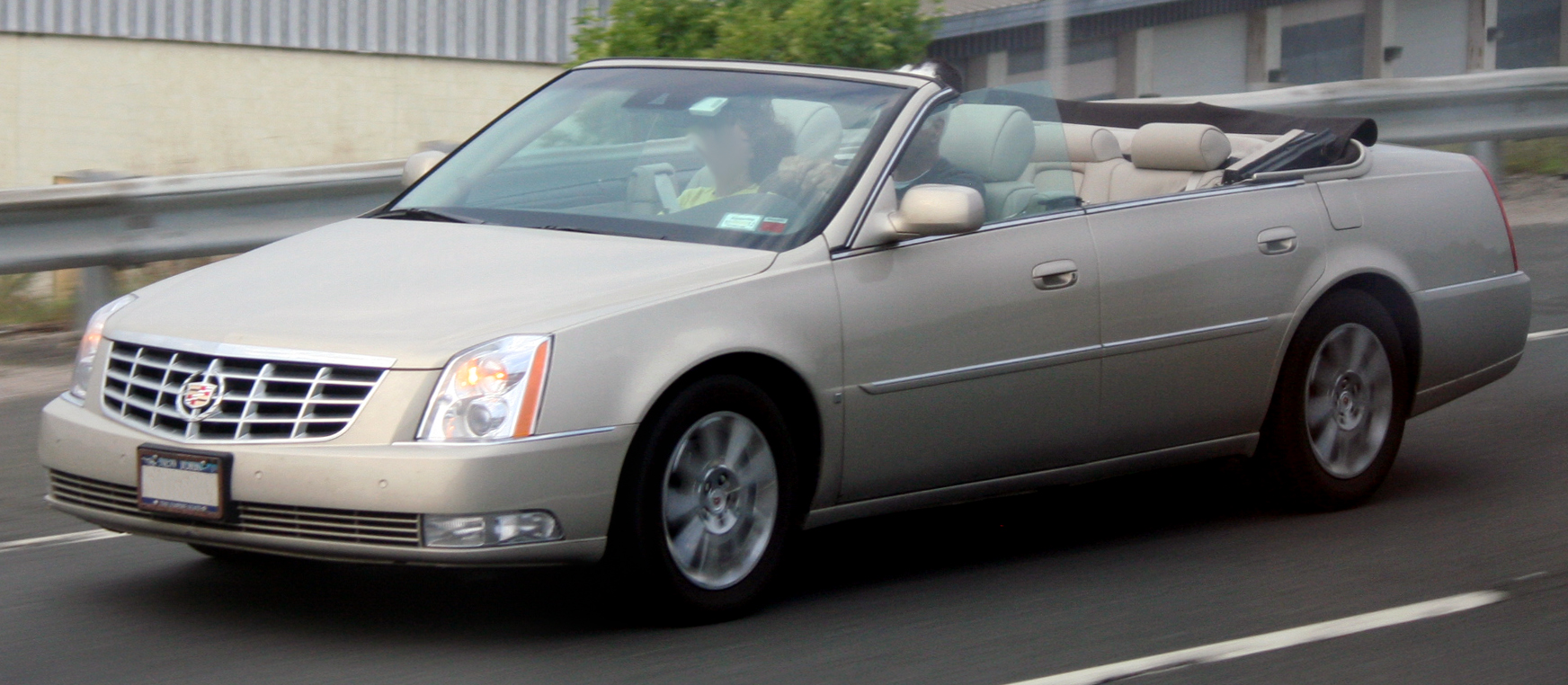
DTS 客製化敞篷車
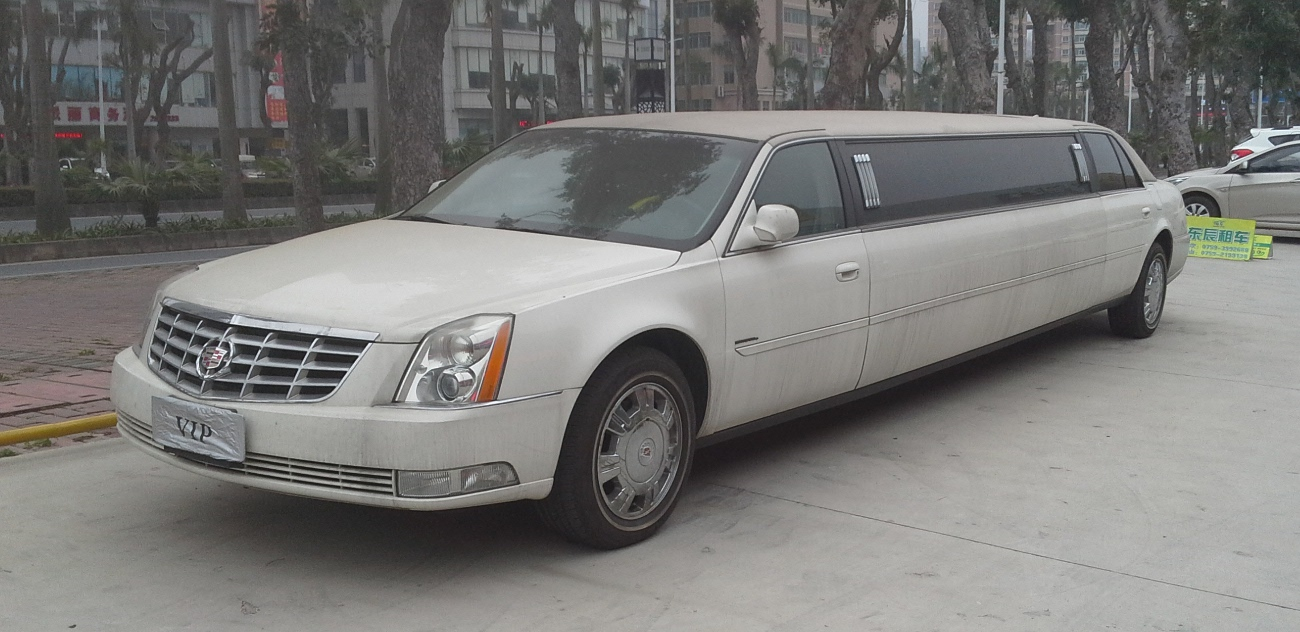
DTS 加長型禮車
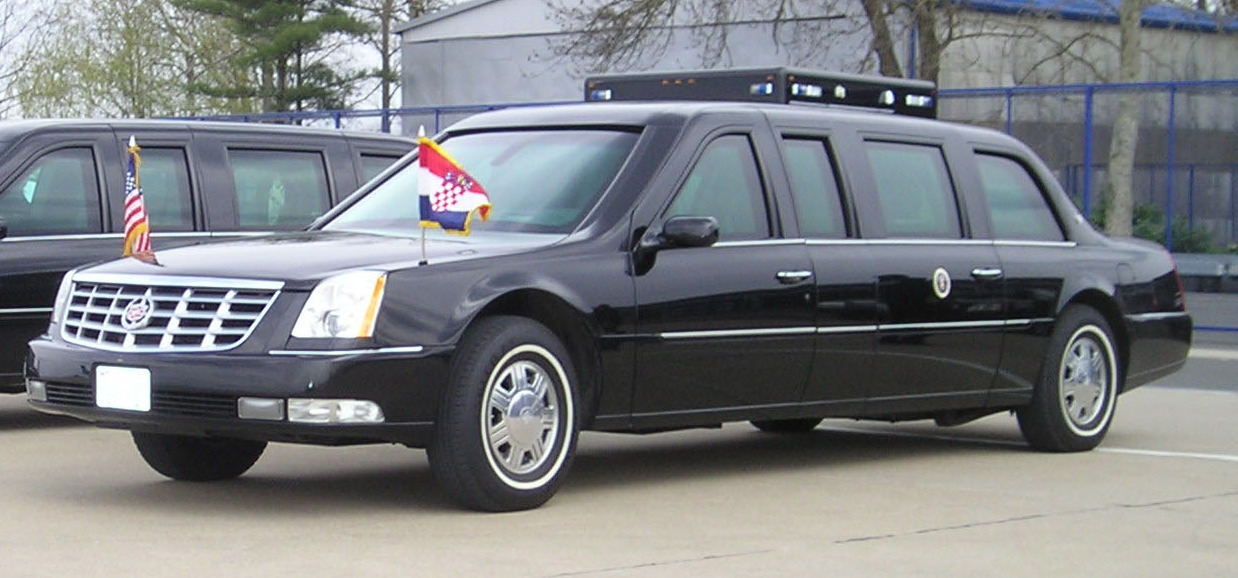
DTS 美國總統座車

## 美國銷售
| 年分 | 總計   |
| ---- | ------ |
| 2005 | 23,322 |
| 2006 | 58,224 |
| 2007 | 51,469 |
| 2008 | 30,479 |
| 2009 | 17,330 |
| 2010 | 18,640 |
| 2011 | 11,589 |
| 2012 | 465    |

## 另見參考
- 凱迪拉克DeVille系列
- 北極星引擎
- 凱迪拉克XTS
- 凱迪拉克CT6

## 外部連結
- Consumer Guide: 2006-2010 Cadillac DTS
- Cadillac DTS (official US website)，存档于（存檔日期 2010-01-03）